# Kiwirrkura
Kiwirrkura ist eine Siedlung der Pintupi, eines Stammes der Aborigines, in Western Australia etwa 150 Kilometer westlich von Kintore und 700 Kilometer von Alice Springs entfernt. Diese Siedlung wurde 1983 von Aborigines gegründet, die sich wieder in ihrem traditionellen Land niederlassen und die Ausbeutung ihres Landes durch Minengesellschaften verhindern wollten. Der Ort hat sich seit 1996 zu einer namhaften Künstlersiedlung entwickelt.

## Geschichte
Am 19. Oktober 2001 erhielten die Aborigines des Ortes einen Native Title zur Landnutzung und zugleich das Eigentum an ihrem angestammten Land, das nun der Tjamu Tjamu Cooperation gehört. Dieses Recht beinhaltet auch die Gewinnung von Mineralen und die Ausbeutung dortiger Ölvorkommen. Das Gebiet umfasst die Gibson-Wüste, westlich des Lake Mackay und ist 42.904 km² groß.
Nach Kiwirrkura kamen auch die Pintupi Nine, die als letzte Aborigines-Familie ohne Kontakt mit der westlichen Welt bis 1984 in der Wüstenlandschaft um den Lake Mackay als Jäger und Sammler lebten. Drei der neun Pintupi Nine (Warlimpirrnga, Walala und Tamlik (genannt Thomas) Tjapaltjarri) sind als Maler bekannt und anerkannt und werden in Australien auch als The Last Nomads bezeichnet.
Im Jahre 1996 begannen zwei kleine Gruppen von Aborigines-Frauen aus Kiwirrkura und Kintore, den Malstil der Papunya Tula Artists, die Dot-Painting (Punktemalerei), zu begründen. Frauen dieses Ortes sind als Künstlerinnen, wie Walangkura Napanangka, Doreen Reid Nakamarra und Yukulti Napangati bekannt.
Kiwirrkura wurde am 6. März 2001 überflutet, so dass die 170 Bewohner des Ortes nach Alice Springs gebracht werden mussten. Sie befanden sich in Lebensgefahr, da Kiwirrkura als einer der einsamsten Orte Australiens im Gefahrenfall nicht rechtzeitig erreicht werden kann – der Ort ist nur über eine 1.200 km lange Sandpiste von Port Hedland im Westen und eine 850 km lange Piste von Alice Springs im Northern Territory zu erreichen.